# Luis I-brug
De Luis I-brug (Portugees: Ponte Luís I) over de rivier Douro is een opvallende boogbrug in de Portugese stad Porto.

## Naam
De brug is vernoemd naar koning Lodewijk I van Portugal (Dom Luís I, 1861 - 1889), die de brug op 31 oktober 1886 opende.

## Ontwerp en bouw
Op 11 februari 1879 vaardigde de Portugese regering een wet uit voor de bouw van een nieuwe brug over de Douro in Porto ter vervanging van de bestaande Ponte Pênsil. Door een zevental bedrijven werden er in totaal negen voorstellen ingediend voor ontwerp en bouw van de brug: Société de Braine Leconte, Société des Batignolles (twee voorstellen), Eiffel et Cie., Auguste LeCoq. Andrew Handyside, Société Anonyme de Construction et des Ateliers de Willebroeck (twee voorstellen) en John Wixon. Een van de beide voorstellen van Willebroeck was van de hand van Théophile Seyrig, medeoprichter in 1868 van Eiffel et Cie. en tot 1879 in deze onderneming compagnon van Gustave Eiffel. Het ontwerp van Seyrig werd verkozen en de bouw van de brug werd dan ook uitgevoerd door Willebroeck. De Maria Pia-spoorbrug in Porto, die tussen 1875 en 1877 door Eiffel et Cie. werd gebouwd, is ontworpen door Seyrig toen hij nog compagnon was van Eiffel. Dat de beide bruggen overeenkomsten vertonen is dan ook geen toeval. De bouw van de Ponte Luís I begon in 1881. Op 31 oktober 1886 werd het bovendek van de brug officieel geopend. Twee jaar later was het werk volledig voltooid en werd op 31 oktober 1888 ook het benedendek geopend.

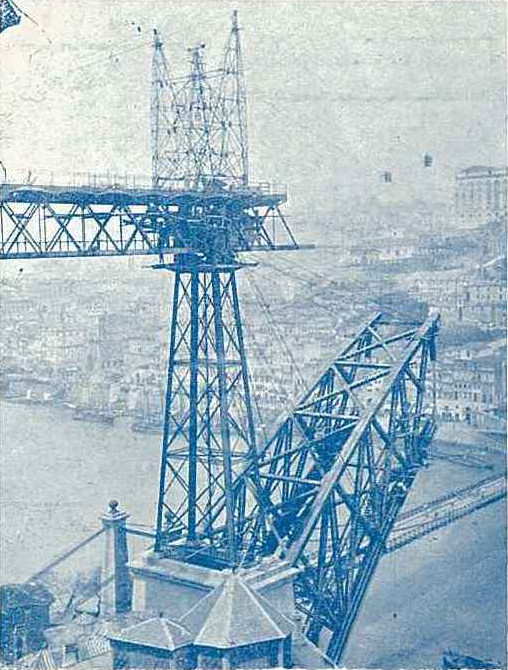
Ponte Luís I in aanbouw gezien vanaf VN de Gaia. Er achter is de Ponte Pênsil te zien.
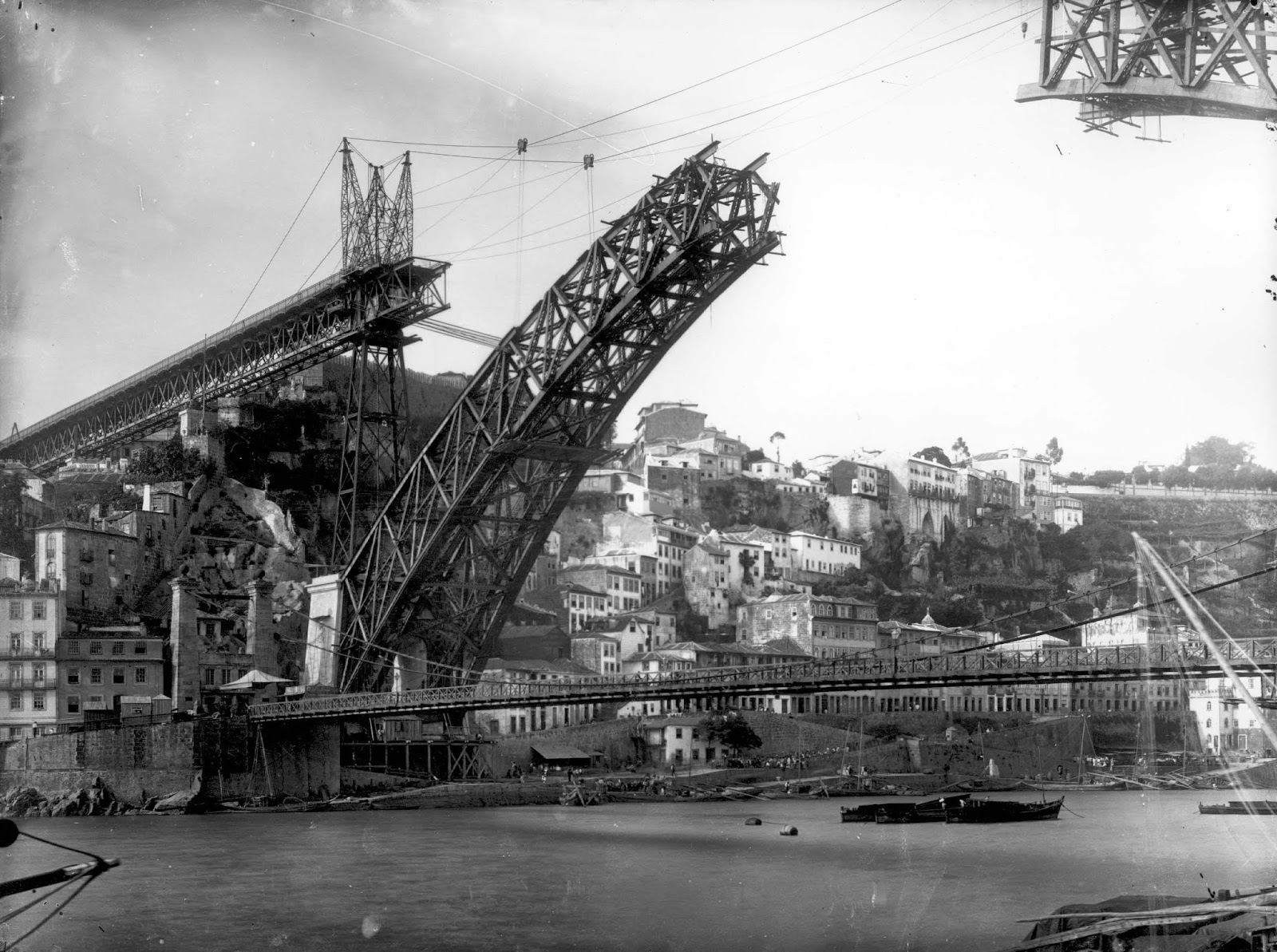
Ponte Luís I in aanbouw gezien vanaf VN de Gaia. Op de voorgrond is de Ponte Pênsil te zien.
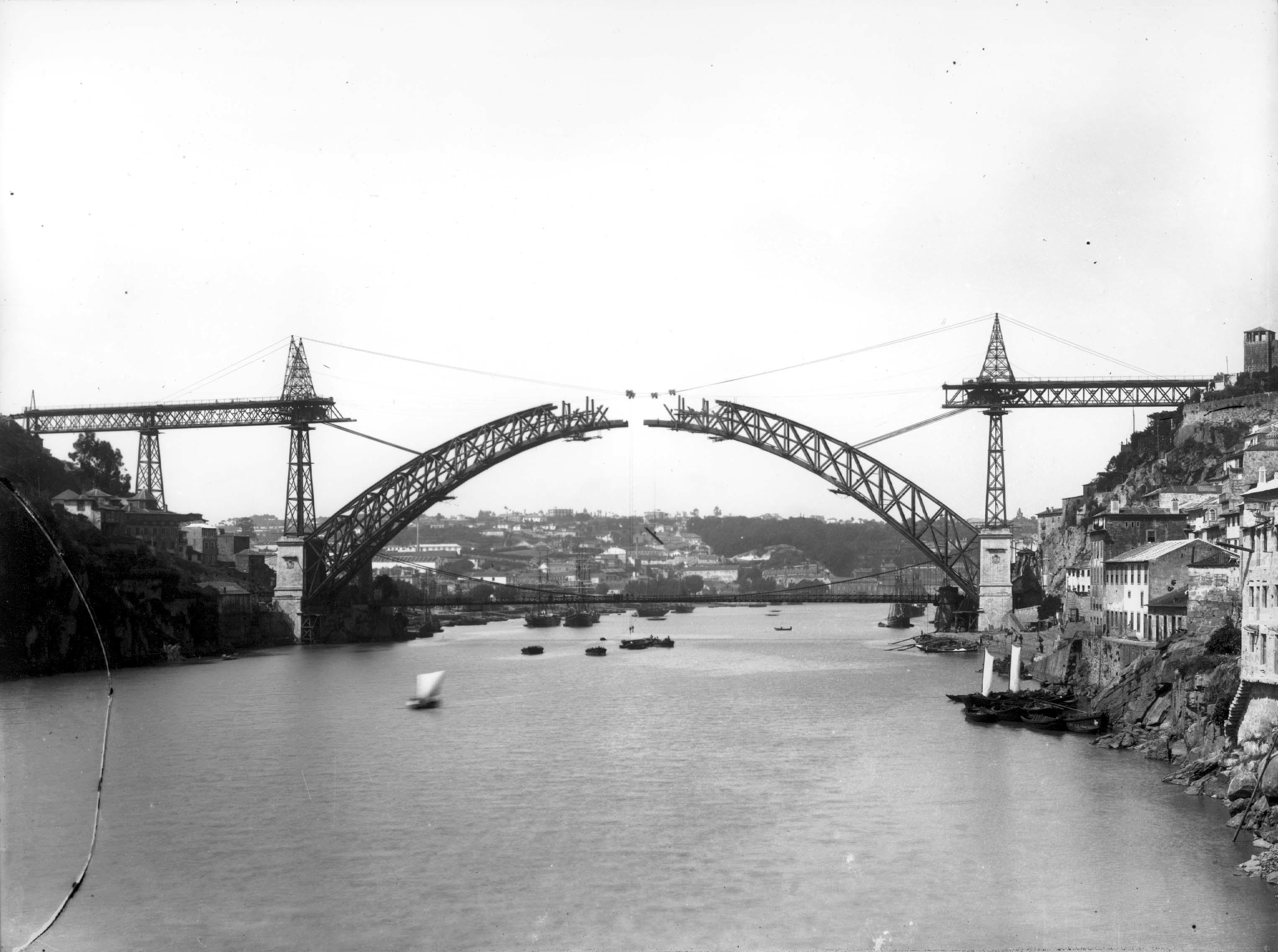
Ponte Luís I in aanbouw gezien vanuit het oosten. Er achter is de Ponte Pênsil te zien.

## Geschiedenis
Vanaf de opening tot 1 januari 1944 was er tol verschuldigd voor het passeren van de brug.
In 1905 werden elektrische tramlijnen over het bovendek van de brug geopend. Oorspronkelijk was er enkelspoor gelegen aan de oostzijde, sinds 1930 was er dubbelspoor. Tot 1933 moesten de trams die de brug passeerden gebruik maken van twee trolleystangen omdat gevreesd werd dat retourstroom via de rails zou leiden tot corrosie van de brug door zwerfstromen. In 1933 werd dit systeem met twee trolleystangen beëindigd. Een geplande tramlijn over het benedendek werd nooit gerealiseerd. In 1959 werden de tramlijnen over de brug vervangen door trolleybussen, die zowel over het bovendek als het benedendek reden. De trolleybuslijnen over de brug werden in 1993 opgeheven.
Tot de opening van de Ponte da Arrábida in mei 1963 was de Ponte Luís I de enige vaste oeververbinding over de Douro voor het wegverkeer tussen Porto en VN de Gaia. In 1995 werd de Ponte do Freixo geopend, maar de Ponte Luís I bleef de meest centraal gelegen vaste oeververbinding. De beide nieuwere bruggen zijn vooral bedoeld voor het doorgaande verkeer en minder voor het lokale verkeer tussen de centrale delen van Porto en VN de Gaia.
In 2003 werd de Ponte Infante Dom Henrique geopend, bedoeld als vervanging voor het wegverkeer over het bovendek van de Ponte Luís I. Op 27 juni 2003 werd het bovendek van de Ponte Luís I gesloten voor al het verkeer en volgde een twee jaar durende renovatie van de brug. Tijdens deze renovatie werd ook het bovendek verbreed en de lijn voor de Metro do Porto geïnstalleerd. Op 18 september 2005 werd de lightrail lijn geopend en het bovendek ook weer opengesteld voor voetgangers.

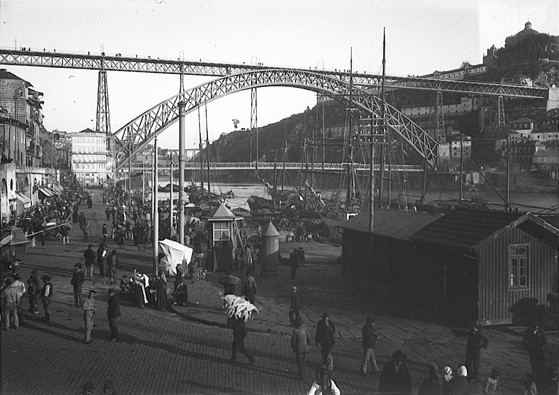
Ribeira met de Ponte Luís I
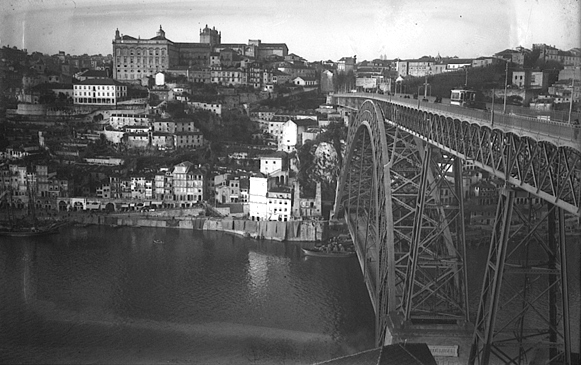
Ponte Luís I gezien vanaf VN de Gaia met op de achtergrond Ribeira
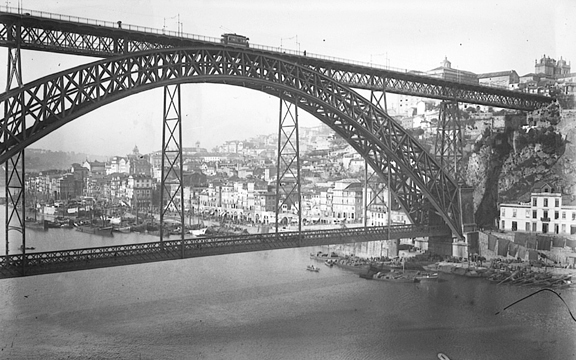
Ponte Luís I gezien vanaf VN de Gaia met op de achtergrond Ribeira

## Actuele situatie
Het verkeer wordt afgewikkeld over twee brugdekken die op 44 meter afstand boven op elkaar liggen. Het onderste brugdek, dat aan de stalen boogconstructie hangt, verbindt de laag gelegen stadsdelen voor autoverkeer. Het bovenste brugdek wordt door de boogconstructie ondersteund. Het verbindt de hoog gelegen stadsdelen en wordt gebruikt door de Metro do Porto. Beide dekken zijn toegankelijk voor voetgangers.

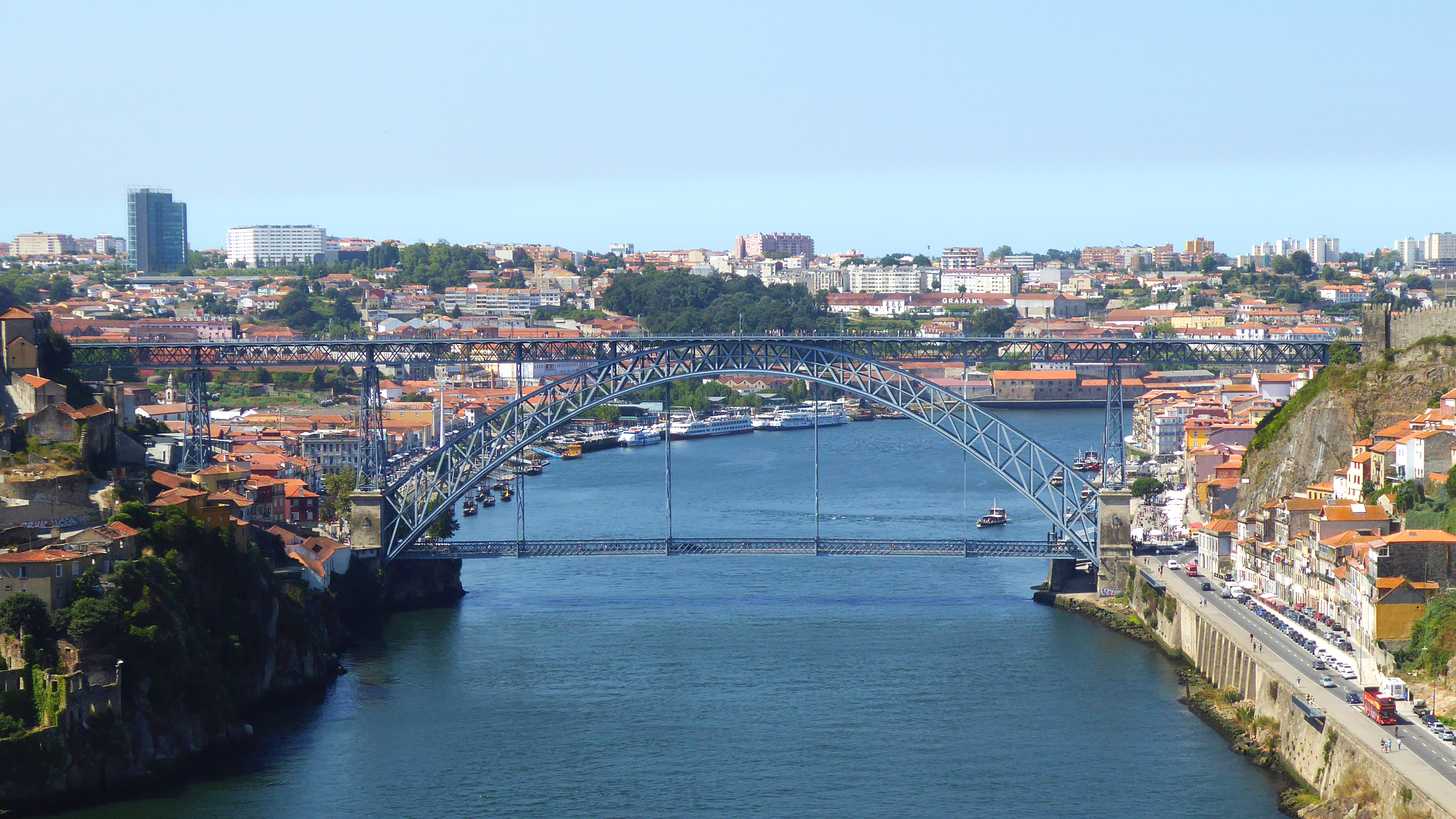
Ponte Luís I (van 1886) over Douro in Porto